# Mugil curvidens
Mugil curvidens és un peix teleosti de la família dels mugílids i de l'ordre dels perciformes.

## Morfologia
- Pot arribar als 10 cm de llargària total.[2]
- Té entre 24 i 26 vèrtebres.[3]

## Alimentació
Menja algues i detritus.

## Distribució geogràfica
Es troba a les costes de l'Atlàntic occidental (des de les Índies Occidentals fins al Brasil) i al sud-est de l'Atlàntic.